# Edward Miller (piłkarz z Turks i Caicos)
Edward Miller – piłkarz z Turks i Caicos grający na pozycji bramkarza, reprezentant Turks i Caicos grający w reprezentacji w 1999 roku.
W reprezentacji narodowej, Miller rozegrał dwa oficjalne spotkania w ramach kwalifikacji do Pucharu Karaibów 1999. W pierwszym z nich, jego reprezentacja została pokonana 0-3 przez drużynę Bahamów. W kolejnym meczu eliminacji, jego reprezentacja zremisowała 2-2 z drużyną Wysp Dziewiczych Stanów Zjednoczonych. Drużyna Turks i Caicos zajęła jednak ostatnie miejsce w swojej grupie, nie odnosząc awansu do następnej fazy eliminacji. W obydwóch spotkaniach, Miller grał w podstawowym składzie.